# Loch Lochy
Il Loch Lochy (in gaelico scozzese:  Loch Lochaidh; 16 km²) è un lago (loch) delle Highlands, nel nord della Scozia, situato nella Glen Albyn, nel distretto di Lochaber. Fa parte del sistema idrico del canale di Caledonia.
Tra i suoi affluenti, figura il fiume Lochy.

## Geografia

### Collocazione
Il Loch Lochy si trova nell'area delle Highlands nord-occidentali (North-West Highlands), poco a sud del Loch Ness e lungo l'autostrada A32.
Tramite il fiume Arkaig è collegato ad un altro loch, il Loch Arkaig.

## Leggende
Secondo le credenze popolari, il Loch Lochy sarebbe abitato da un mostro di nome Lizzie, che sarebbe stato avvistato per la prima volta nel 1929.

## Galleria d'immagini

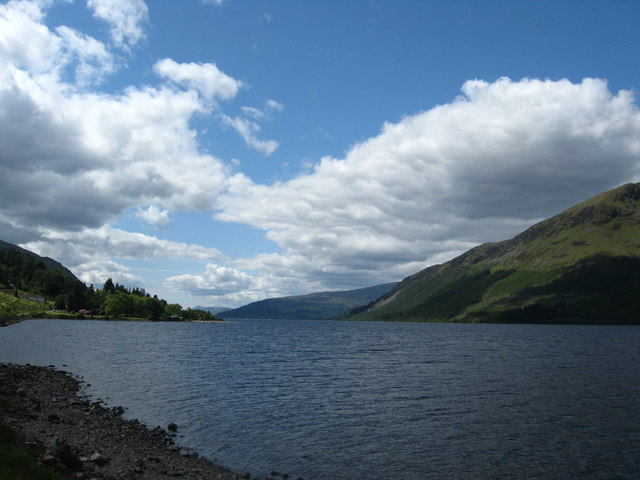
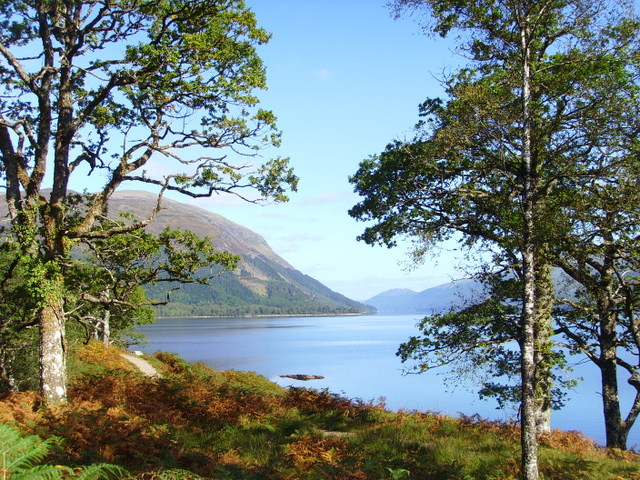
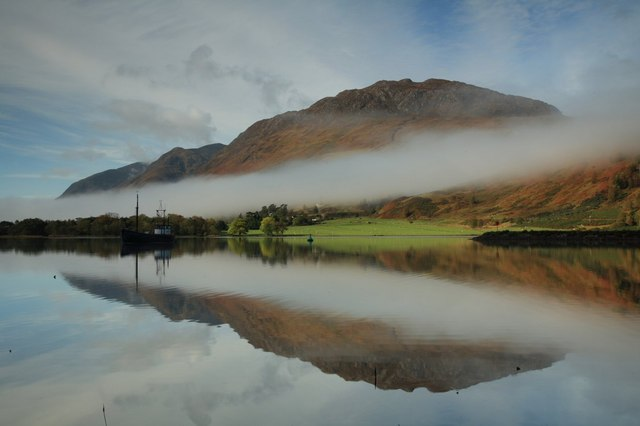
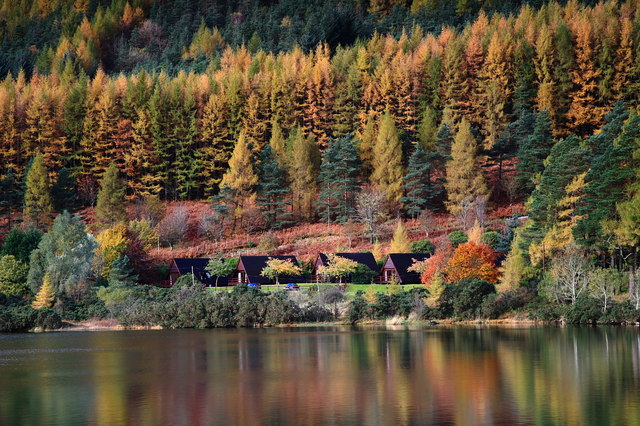
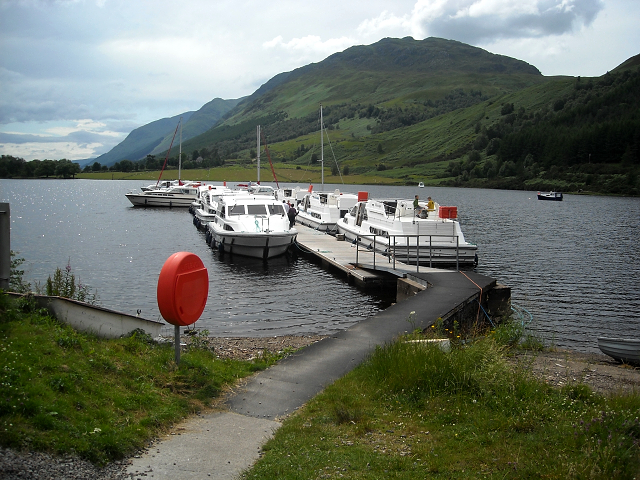
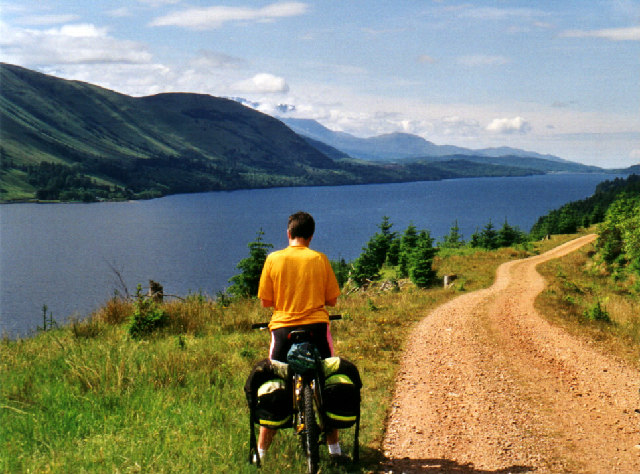